# Fraunhoferjev uklon
Fraunhoferjev uklon je v optiki primer uklona valovanja, pri katerem se uklon opazuje na razdaljah, veliko večjih od velikosti telesa. Idealne razmere za opazovanje Fraunhoferjevega uklona se dobi v goriščni ravnini zbiralne leče, postavljene za takšnim telesom. Fraunhoferjev uklon je torej približek, v katerem se opazuje ravno in monokromatsko vpadno valovanje v neskončnosti. Bolj splošen pristop, kjer izračun ni omejen na opazovanje v daljnem polju, se imenuje Fresnelov uklon.
Enačba, ki izvira iz Kirchhoffovega uklonskega integrala, je častno poimenovana po nemškem optiku Josephu von Fraunhoferju, čeprav pri teoretični zasnovi ni sodeloval.

## Enačba Fraunhoferjevega uklona
Kadar svetloba naleti na oviro ali majhno odprtino, se razširja tudi v območje geometrijske sence, to je znano pod imenom uklon. Uklonjeno valovanje se lahko opiše s Huygensovim načelom: vsaka točka na valovni fronti je izvor sekundarnega krogelnega valovanja, seštevek teh krogelnih valovanj pa določa obliko valovne fronte ob poznejšem času. Sešteti veliko takih valovanj ni trivialna naloga, amplitude in faze posameznih valovanj se namreč lahko razlikujejo, vsota pa je odvisna tako od amplitud kot od faz - valovanja med sabo interferirajo. V splošnem je treba za izračun uklonske slike rešiti integral v dveh razsežnostih s kompleksnimi spremenljivkami. Enačba, ki to opiše, pa se imenuje Kirchhoffov uklonski integral.
Enačba Fraunhoferjevega uklona je obosni približek Kirchhoffovega uklonskega integrala, ko sta izvor svetlobe in ravnina, v kateri se opazuje uklonjeno valovanje, daleč stran od ovire oziroma odprtine, kjer se svetloba uklanja. Takrat ima vpadna svetloba na uklonsko odprtino obliko ravnih valov in je faza vpadnega valovanja enaka po vsej odprtini. Tak približek se imenuje približek daljnega polja. Tega se lahko uporabi, kadar je razlika dolžin optičnih poti od skrajnih točk odprtine do opazovalne ravnine veliko manjša od valovne dolžine valovanja. Povedano še drugače, razdalja {\displaystyle L} mora biti veliko večja od razmerja {\displaystyle D^{2}/\lambda }, kjer je {\displaystyle D} največja razsežnost odprtine, {\displaystyle \lambda } pa valovna dolžina.

### Matematična formulacija
Kirchhoffov uklonski integral se najenostavnejše zapiše kot:
{\displaystyle u_{P}(x,y)=C_{1}\iint \limits _{odprtina}g(\eta ,\xi )\,{\frac {\exp(ikr)}{r}}\,\mathrm {d} \eta \,\mathrm {d} \xi \!\,,}
pri čemer se že upošteva obosno aproksimacijo. Tu je {\displaystyle u_{P}} iskano polje v točki {\displaystyle P}, {\displaystyle C_{1}} konstanta, {\displaystyle k} velikost valovnega vektorja, {\displaystyle g(\eta ,\xi )} pa aperturna funkcija (polje na odprtini). Sešteva se torej mnogo krogelnih valovanj, ki po Huygensovem načelu izvirajo na odprtini, pomnoženih z aperturno funkcijo, ki jim določi amplitudo in fazo. Če se prek Pitagorovega izreka zapiše razdaljo {\displaystyle r} s koordinatami {\displaystyle x,y,z,\eta ,\xi } in se rezultat razvije za majhne razlike, se dobi:
{\displaystyle r={\sqrt {z^{2}+(x-\eta )^{2}+(y-\xi )^{2}}}\approx z+{\frac {x^{2}+y^{2}}{2z}}+{\frac {\eta ^{2}+\xi ^{2}}{2z}}-{\frac {x\eta +y\xi }{z}}+\ldots \!\,.}
Zadnjo zvezo se vstavi v Kirchhoffovo formulo, vse konstante se pospravi v novo konstanto {\displaystyle C_{2}} in se zanemari kvadratne člene v razvoju {\displaystyle r}. Rezultat je izraz, ki opisuje Fraunhoferjev uklon.
{\displaystyle u_{P}=C_{2}\iint \limits _{odprtina}g(\eta ,\xi )\,\exp(-ik{\frac {x\eta +y\xi }{z}})\,\mathrm {d} \eta \,\mathrm {d} \xi \!\,.}
S tem se valovne fronte efektivno aproksimira z ravnimi valovi. To se lahko seveda stori samo zelo daleč stran od uklonske odprtine. Če bi se obdržalo še kvadratne člene, bi bil to paraboličen popravek za krogelne valovne fronte, govorilo pa bi se o Fresnelovem uklonu. Če se zapiše še {\displaystyle k_{x}=kx/z} in {\displaystyle k_{y}=ky/z}, se vidi, da je Fraunhoferjev uklon v bistvu dvorazsežna Fourierova transformacija aperturne funkcije, to pa je zanimiva in uporabna značilnost, obenem pa izhodišče za novo področje – Fourierovo optiko:
{\displaystyle u=C_{2}\iint \limits _{odprtina}g(\eta ,\xi )\,\exp(-ik_{x}\eta )\,\exp(-ik_{y}\xi )\,\mathrm {d} \eta \,\mathrm {d} \xi =u(k_{x},k_{y})\!\,.}

### Goriščna ravnina zbiralne leče
Ravni val, ki vpada na zbiralno lečo, se zbere v goriščni ravnini leče. Vsi vzporedni žarki imajo po prehodu skozi lečo v gorišču enako fazo, kar je enakovredno opazovanju vpadnega valovanja iz neskončnosti. Torej se lahko za izračun uklonskega vzorca, če se za uklonsko odprtino postavi zbiralno lečo, uporabi Fraunhoferjev približek. Uklonjeno svetlobo se lahko v tem primeru predstavlja kot skupek ravnih valov, ki se širijo pod različnimi koti, porazdelitev jakosti svetlobe po smereh pa se v goriščni ravnini spremeni v porazdelitev po prostorskih koordinatah {\displaystyle x} in {\displaystyle y}.

## Zgledi Fraunhoferjevega uklona

### Reža
Gleda se uklon na reži širine {\displaystyle d}, ki je v eni razsežnosti neskončna. Fraunhoferjev uklonski vzorec, ki se ga dobi na zaslonu, je prikazan na grafu. Maksimum jakosti je pri {\displaystyle \theta =0}, poleg glavnega pa se dobimo še serijo maksimumov z nižjo jakostjo. Večina uklonjene svetlobe pade med prva minimuma. Zorni kot {\displaystyle \alpha }, pod katerim vidimo ta dva minimuma, ki omejujeta glavni maksimum, je opisan z enačbo:
{\displaystyle \alpha \approx {\frac {2\lambda }{d}}\!\,.}
Večja kot je odprtina, manjši je zorni kot {\displaystyle \alpha }. Širina centralnega pasu na razdalji {\displaystyle z} je podana z enačbo:
{\displaystyle D={\frac {2\,\lambda \,z}{d}}\!\,.}
Če je na primer reža širine 0,5 mm, ki se jo osvetljuje s svetlobo z valovno dolžino 600 nm, sliko pa se gleda na zaslonu na oddaljenosti 1m, je širina osrednjega pasu v uklonski sliki enaka 2,4 mm.
Maksimumi se v {\displaystyle y} smeri raztezajo v neskončnost, saj se je predpostavilo neskončno dolgo režo in osvetljevanje v tej razsežnosti. 

#### Pol-kvantitativna analiza uklona na reži
Prvi minimum uklonjene svetlobe najdemo s pomočjo geometrijske slike. Svetloba se uklanja pod kotom {\displaystyle \theta }, razdalja {\displaystyle CD} pa mora biti enaka {\displaystyle \lambda }. S tem smo dosegli destruktivno interferenco med točko {\displaystyle A} na robu in točko {\displaystyle B} v sredini reže. Celoten prispevek teh dveh valov k jakosti na sliki je nič. Podobno se lahko sklepa za točke, ki so tik pod tema dvema, in tako naprej. Skupna amplituda vala, ki potuje v smeri {\displaystyle \theta }, je nič. Ker se predpostavi, da je zaslon daleč stran, se lahko enačbo poenostavi:
{\displaystyle \theta _{min}\approx {\frac {CD}{AC}}={\frac {\lambda }{d}}\!\,.}
Zorni kot med obema minimumoma pa je dvakrat večji
{\displaystyle \alpha =2\theta _{min}={\frac {2\lambda }{d}}\!\,.}

### Okrogla odprtina
Uklonski vzorec, ki se pojavi na zaslonu za okroglo odprtino je Airyjev disk. Vidi se lahko, da je večina svetlobe zbrana v osrednjem disku. Zorni kot, pod katerim se iz odprtine vidi prvi Airyjev disk, je:
{\displaystyle \alpha \approx {\frac {1,22\lambda }{d}}\!\,,}
kjer je {\displaystyle d} premer odprtine.
Airyjev disk je pomemben parameter pri določevanju uklonske limite, kjer se ocenjuje, kako dobro se lahko na sliki (npr. mikroskopa) loči dva predmeta, ki sta zelo blizu skupaj.

### Kvadratna odprtina
Obliko, ki se jo dobi na zaslonu za kvadratno odprtino, se vidi na sliki. Dobi se osrednji vrh v obliki kvadrata. Vzorec se nadaljuje v navpični in vodoravni smeri z vedno bolj popačenimi kvadrati z vedno manjšo jakostjo. Razsežnost osrednjega pasu je povezana z razsežnostjo odprtine: večja razsežnost na zaslonu ustreza manjši razsežnosti na odprtini. Prav tako so tudi razmiki med vzorci obratno sorazmerni razsežnostim odprtine.

### Odprtina z Gaussovim profilom
Uklonski vzorec, ki se ga dobi z odprtino, ki ima Gaussov profil prepustnosti, je tudi Gaussova funkcija in valovanje ima obliko Gaussovega snopa. Za razliko od ostalih uklonskih vzorcev ima ta samo en vrh. Nima sekundarnih obročev, kot jih imata okrogla in kvadratna odprtina.
Profil laserskega žarka ima po navadi obliko Gaussovega snopa. To pomeni, da bo ohranjal svojo obliko ne glede na to, kako daleč od vira se bo propagiral.

### Periodična struktura
ali drugače imenovana tudi uklonska mrežica, ki ima ponavljajočo se strukturo. Njeni elementi, ki so med sabo razmaknjeni za {\displaystyle d}, razklonijo vpadni žarek na več žarkov pri kotih {\displaystyle \theta _{m}}, podanih z enačbo:
{\displaystyle \sin \theta _{m}={\frac {m\lambda }{d}},\qquad (m=0,\,\pm 1,\,\pm 2\,\dots )\!\,.}

### Več rež
Kaj se dobi, če se modelira enorazsežni Fraunhoferjev uklon na več režah, na sliki v primeru, ko se drži konstantno razmerje {\displaystyle d/D} med razdaljami med režami in širino posamezne reže na 3? Prvi del slike prikazuje uklon na eni sami reži, hkrati pa določa obliko ovojnice uklonskih slik z več enakimi režami. Jakosti uklonskih maksimumov naraščajo s kvadratom števila rež.
Enačba, s katero se opiše tak sistem je:
{\displaystyle I(\phi )=I_{0}\left({\frac {\sin(k\phi D/2)}{k\phi D/2}}\right)^{2}\left({\frac {\sin(Nk\phi d/2)}{\sin(k\phi d/2)}}\right)^{2}\!\,.}
Vidi se lahko, da ima za večje število rež uklonska slika še vmesne, manjše maksimume, glavni maksimumi pa so za večje število rež bolj ozki.